# Amnirana parkeriana
Amnirana parkeriana és una espècie de granota que viu a Angola.